# Arachnopeziza aranea
Arachnopeziza aranea är en svampart som först beskrevs av De Not., och fick sitt nu gällande namn av Jean Louis Emile Boudier 1907. Arachnopeziza aranea ingår i släktet Arachnopeziza och familjen Hyaloscyphaceae.   Inga underarter finns listade i Catalogue of Life.